# Metalimnophila yorkensis
Metalimnophila yorkensis là một loài ruồi trong họ Limoniidae. Chúng phân bố ở miền Australasia.